# Gare de Caudry
Gare de Caudry vasútállomás Franciaországban, Caudry településen.

## Vasútvonalak
Az állomást az alábbi vasútvonalak érintik:
- Busigny-Somain-vasútvonal

## Kapcsolódó állomások
A vasútállomáshoz az alábbi állomások vannak a legközelebb:
- Gare de Bertry
- Gare de Cattenières
- Gare de Cambrai-Ville
- Gare de Busigny